# Звездчатка ланцетовидная
Звездча́тка ланцетови́дная, или Звездчатка лесна́я, или Звездчатка жестколистная, или Звездчатка ланцетолистная (лат. Stellária holóstea) — многолетнее травянистое растение, вид рода Звездчатка (Stellaria) семейства Гвоздичные (Caryophyllaceae).

## Ботаническое описание
Многолетнее травянистое растение с тонким ползучим корневищем. Стебли приподнимающиеся, 20—35 см (иногда до 60 см) высотой, в верхней части ветвящиеся, четырёхгранные, гладкие, в узлах жёстковолосистые.
Листья узколанцетной формы, с заострённым концом, супротивные, сросшиеся основаниями, по краю и по средней жилке с нижней стороны жёсткореснитчатые, 4—9 см длиной и не более 1,3 см шириной.
Цветки собраны в рыхлый дихазиальный полузонтик по 3—30, на короткоопушённых цветоножках до 4 см длиной. Чашелистики гладкие, острые, как правило, 7—10 мм длиной. Лепестки белого цвета, в числе пяти (иногда венчик редуцирован), разделённые на две доли линейно-продолговатой формы до половины, вдвое превышают чашечку по длине. Рылец пестика три, тычинок, как правило, десять.
Плоды — шаровидные коробочки 5—6 мм длиной, немного длиннее чашечки. Открываются тремя створками, затем каждая распадается ещё на две. Семена 2—3 мм в диаметре, почковидные, красно-коричневые, с покрытой сосочками поверхностью.
Длительновегетирующее растение с высокой скоростью роста: одно растение продвигается горизонтальными побегами на расстояния до 1 метра и более в течение сезона. Всходы появляются в мае, выживают исключительно на лишённых растительного покрова участках.

## Распространение
Родина растения — Средняя и Северная Евразия. Широко распространена в широколиственных и смешанных лесах.
Завезена в Северную Америку, в ряде штатов США натурализовалась.

## Значение и применение
Медоносное и пыльценосное растение. Концентрация сахара в нектаре 62,6 %. Максимальная продуктивность нектара в широколиственном лесу 0,4 кг/га при 25 растениях на 1 м². Продуктивность пыльцы пыльником 0,1 мг, надземным побегом 16,1 мг.
Листья и стебли содержат 80 мг % аскорбиновой кислоты.
Охотно поедается скотом. У лошадей отмечаются отравления, вызывающие оглумообразное состояние. Об отравлении других видов скота сведений не имеется.
В народной медицине отвар принимали для лечения чесотки, кашля, рези в животе.

## Классификация
Действительное описание (диагноз) Stellaria holostea было опубликовано в книге Species plantarum (1753) Карла Линнея: Stellaria foliis lanceolatis serrulatis, petalis bifidis — «звездчатка с мелкозубчатыми ланцетными листьями, с двураздельными лепестками». Описан вид «из лесов Европы».

### Таксономия
Stellaria holostea  L., 1753, Sp. Pl.: 421
Вид Звездчатка ланцетовидная относится к роду Звездчатка (Stellaria) семейства Гвоздичные (Caryophyllaceae) порядка Гвоздичноцветные (Caryophyllales). Кладограмма в соответствии с Системой APG IV по состоянию на декабрь 2023 года:
|  |                                      |  |                                   |                                   |                      |  | ещё 40 семейств | ещё 40 семейств |                          |  |  |  | еще 121 подтвержденный вид и 262 вида, ожидающих подтверждения |
|  |                                      |  |                                   |                                   |                      |  | ещё 40 семейств | ещё 40 семейств |                          |  |  |  | еще 121 подтвержденный вид и 262 вида, ожидающих подтверждения |
|  |                                      |  |                                   | порядок Гвоздичноцветные          |                      |  |                 |                 | род Звездчатка           |  |  |  |                                                                |
|  |                                      |  |                                   | порядок Гвоздичноцветные          |                      |  |                 |                 | род Звездчатка           |  |  |  |                                                                |
|  | отдел Цветковые, или Покрытосеменные |  |                                   |                                   | семейство Гвоздичные |  |                 |                 | Звездчатка ланцетовидная |  |  |  |                                                                |
|  | отдел Цветковые, или Покрытосеменные |  |                                   |                                   | семейство Гвоздичные |  |                 |                 |                          |  |  |  |                                                                |
|  |                                      |  | ещё 63 порядка цветковых растений | ещё 63 порядка цветковых растений |                      |  |                 | еще 97 родов    | еще 97 родов             |  |  |  |                                                                |
|  |                                      |  |                                   | ещё 63 порядка цветковых растений |                      |  |                 |                 | еще 97 родов             |  |  |  |                                                                |